# Cordia goeldiana
Cordia goeldiana ist ein Baum in der Familie der Raublattgewächse aus dem mittleren bis nördlichen Brasilien bis in die Guyanas.

## Beschreibung
Cordia goeldiana wächst als laubabwerfender Baum bis etwa 25–30 Meter hoch. Der Stammdurchmesser erreicht bis zu 70–90 Zentimeter. Die relativ glatte Borke ist gräulich.
Die einfachen, gestielten und ledrigen, kahlen Laubblätter sind wechselständig. Der schlanke Blattstiel ist etwa 2–4 Zentimeter lang. Die ganzrandigen Blätter sind eiförmig bis verkehrt-eiförmig oder elliptisch und 8–15 Zentimeter lang und 3–7,5 Zentimeter breit. An der Spitze sind sie bespitzt bis zugespitzt.
Es werden endständige, mehr oder weniger behaarte, breite Rispen gebildet. Die weißen und kurz gestielten, fünfzähligen Blüten sind mit doppelter Blütenhülle. Die Blüten sind distyl, also verschiedengriffelig. Der schmal-becherförmige, etwas rostig behaarte Kelch ist kurz zwei- dreilappig. Die Krone ist kurz trichterförmig mit 5 längeren, bis etwa 13–17 Millimeter langen, länglichen Lappen. Die 5 Staubblätter mit am Grund haarigen Staubfäden sitzen etwa mittig in der kurzen Kronröhre. Der kahle Fruchtknoten ist oberständig mit einem Griffel mit geteilter Narbe. Es ist ein Diskus vorhanden.
Es werden kleine, ellipsoide Steinfrüchte mit beständigem, verwelktem Perianth und Griffelresten gebildet.

## Taxonomie
Die Erstbeschreibung erfolgte 1910 durch Jakob E. Huber in Bol. Mus. Goeldi Hist. Nat. Ethnogr. 6: 89 (Es wurde eine falsche Frucht beschrieben). Synonyme sind Gerascanthus goeldiana (Huber) M.Kuhlm. & Mattos und Gerascanthus goeldianus (Huber) Borhidi.

## Verwendung
Das mittelschwere, moderat beständige Holz ist bekannt als Freijó, Frei-jorge oder Laurel blanco.